# Seznam zemských sněmů zemí Koruny české
Toto je seznam zemských sněmů zemí Koruny české:
- Český zemský sněm
- Moravský zemský sněm
- Slezský zemský sněm